# NGC 1149
NGC 1149 (również PGC 11170) – galaktyka eliptyczna (E-S0), znajdująca się w gwiazdozbiorze Wieloryba. Odkrył ją Édouard Jean-Marie Stephan 2 grudnia 1880 roku.